# Schlotheimia kegeliana
Schlotheimia kegeliana là một loài Rêu trong họ Orthotrichaceae. Loài này được (Müll. Hal.) Müll. Hal. miêu tả khoa học đầu tiên năm 1849.